# محطة الطاقة الشمسية بالخنق - الأغواط
محطة الطاقة الشمسية بالخنق هي محطة طاقة كهرضوئية جزائرية تقع في بلدية الخنق التابعة لولاية الأغواط
نظرًا لموقعها الجغرافي، تمتلك الجزائر واحدة من أعلى مخزونات الطاقة الشمسية في العالم (05 مليار جيغاوات ساعة / سنة)، مع فترة سطوع للشمس على الصحراء والهضاب العالية يمكن أن تتجاوز 3000 ساعة / سنة، وفقًا للمتخصصين.
في حالة الأغواط تلامس 2400 ساعة / سنة.
تعد محطة الطاقة الشمسية الكهروضوئية (20 + 40) ميغاوات في الأغواط جزءًا من البرنامج الوطني للطاقة المتجددة وكفاءة الطاقة.

## التوقعات المرجوة من انجاز هذه المحطة
- تنويع مصادر إنتاج الكهرباء وتطوير وسائل الإنتاج من المصادر المتجددة،
- الحفاظ على الموارد الأولية: توفير الوقود الأحفوري (حوالي 26 مليون متر مكعب / السنة من الغاز لإنتاج سنوي للطاقة الكهروضوئية 32500/65000 ميغاوات ساعي/ سنة (97500 ميغاوات ساعي/ سنة)
- حماية البيئة عن طريق الحد من انبعاثات غازات الاحتباس الحراري (61,500 طن / سنة من خفض انبعاثات ثاني أكسيد الكربون).[2]

- ينتظر أن تدخل في الربحية ابتداءًا من سبتمبر 2025 أي بعد هذا التاريخ تكون قد استرجعت مبلغ الاستثمار.

## وصف
تقع المحطة على بعد 5 كم عن بلدية الخنق و10 كم عن مدينة الأغواط، تتربع على مساحة 120 هكتار وتنتج مايفوق 280 ميغاواط ساعي كمتوسط يوميا من الكهرباء باستطاعة 60 ميغاواط.
تحتوي على أكثر من 240 ألف لوح شمسي موزعة على 5460 مصفوفة و2040 علبة ربط بمستوياتها الثلاثة و120 مموج و60 محول.
ترتبط بشبكة نقل الكهرياء ذات التوتر العالي 60 كيلوفولط عن طريق محطة الرفع التي تحتوي على 03 محولات بقدرة 20 ميغافولط أمبير لكل واحد.
توظف 47 عاملا من بينهم 18 موظفا ينتمون إلى الشركة المسؤولة عن المحطة SER، والباقي عمال حراسة.

## المحطة الأولى
- الاستطاعة: 20,20 ميغاواط[5][6]
- القدرة: 100 ميغاواط ساعي / يومي
- عدد الألواح الشمسية: 8080
- استطاعة الألواح: 250 واط
- زاوية الميلان: 33ْ
- المساحة: 40 هكتار
- بداية المشروع: سبتمبر 2014[7]
- بداية الإنتاج: أفريل 2016[5]
- تكلفة مالية تقارب 4 ملايير دج (28 مليون دولار).[5]

## المحطة الثانية

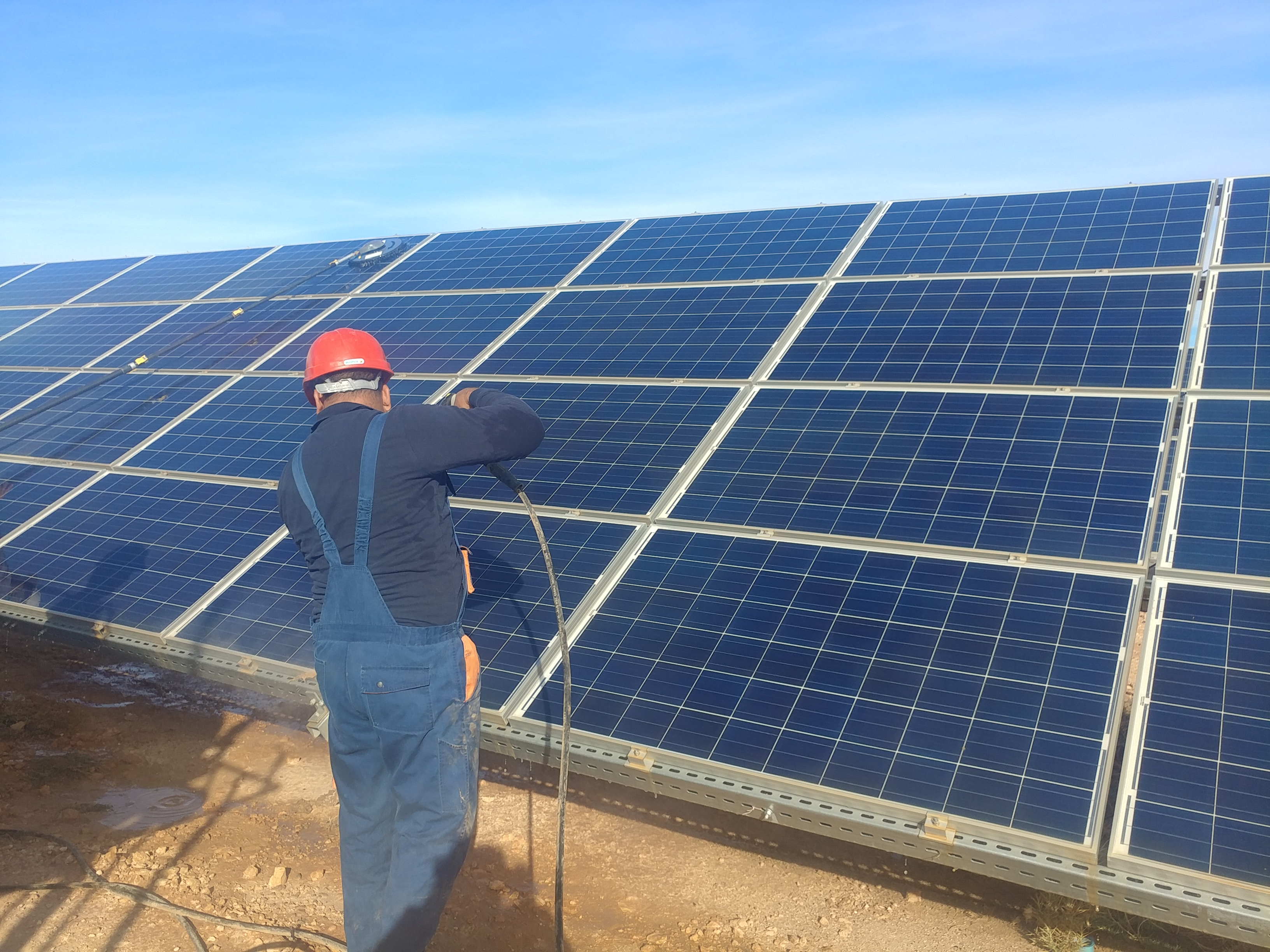
تنظيف الألواح الشمسية

- الاستطاعة: 40,40 ميغاواط
- القدرة: 200 ميغاواط ساعي / يومي
- عدد الألواح الشمية: 160160
- استطاعة الألواح: 250 واط
- زاوية الميلان: 33ْ
- المساحة: 80 هكتار
- بداية المشروع: جانفي 2016
- بداية الإنتاج: أفريل 2017
- تكلفة مالية أولية:7.8 مليار دج.[5]

## دور المحطة في تأمين الكهرباء
حسب المعطيات المتوفرة حول الإنتاج السنوي للمحطة من الكهرباء، فمعدل الانتاج السنوي يفوق الـ 100 ألف ميغاواط ساعي/ سنة.
و معدل الانتاج اليومي يقارب ال 280 ألف كيلواط ساعي.
تغطي هذه المحطة سبع 1/7 احتياجات ولاية الأغواط من الكهرباء و التي بدورها تستهلك ما نسبته 3 % من الاستهلاك العام للكهرباء في الجزائر.
كما يمكن تقديريا من جهة أخرى أن نتوقع أنها تؤمن حاجيات 80 ألف مواطن من الكهرباء.